# Миш, Рохус
Ро́хус Миш (нем. Rochus Misch; 29 июля 1917, Альт-Шалковиц, Попиелов, Верхняя Силезия (ныне Старе-Шёлковице, Польша) — 5 сентября 2013, Берлин) — военнослужащий команды сопровождения Адольфа Гитлера, обершарфюрер СС. Последний (после смерти в 2003 году Отто Гюнше) свидетель смерти Гитлера, его жены Евы Браун и семьи Геббельса, а также других событий, произошедших в апреле-мае 1945 года в фюрербункере в Берлине.

## Биография

### Ранние годы
Миш был вторым ребёнком в семье строительного рабочего, участника Первой мировой войны, который был тяжело ранен в лёгкое и умер незадолго до рождения сына. В 1920 году его мать умерла от пневмонии, и Миш, в возрасте 5 лет, остался круглым сиротой. Воспитывался тётей и бабушкой по материнской линии. Посещал народную школу. Учился на художника в Хойерсверде и Кёльне, работал по профессии.

### Военная служба
В 1937 году добровольцем вступил в Ваффен-СС. Был СС-манном в «Лейбштандарте СС Адольф Гитлер», в 1938 году участвовал в аншлюсе и захвате Судетской области после Мюнхенского соглашения.
В ходе польской кампании 1939 года 24 сентября был ранен в лёгкое и руку близ Модлина и награждён Железным крестом 2 класса.
В 1940—1945 годах работал телефонистом в штаб-квартирах фюрера, а также в Оберзальцберге.
Перед своим самоубийством, вечером 1 мая 1945 года Йозеф Геббельс освободил Миша от занимаемой им должности и разрешил покинуть Фюрербункер. Однако Миш не примкнул к группе во главе с Отто Гюнше, покинувшей в тот же вечер бункер. Он оставался на своём рабочем месте почти до самого рассвета 2 мая 1945 года, после чего всё же решился бежать. Пытался уговорить примкнуть к нему оставшихся в бункере электрика Йоханнеса Хентшеля и последнего командира отряда сопровождения фюрера Франца Шедле, однако Хентшель отказался, ссылаясь на то, что оставшиеся в госпитале при рейхсканцелярии раненые нуждаются в освещении и питьевой воде, а Шедле, будучи уже раненым, предпочёл покончить с собой.
Около 6 часов утра 2 мая 1945 года, вместе с несколькими немецкими солдатами, взят в плен советскими войсками в нескольких километрах от Фюрербункера, находился в заключении в Бутырской тюрьме и на Лубянке, где к нему применялись пытки и другие методы физического и психологического воздействия, а также в различных лагерях ГУЛАГа. В 1953 году освобождён, вернулся в Берлин. Держал магазин красок и товаров для дома до 68 лет, после чего продал бизнес.

### Известность
В апреле 2006 года в Германии вышел телевизионный документальный фильм «Последний свидетель — Рохус Миш». 30 июня 2008 года в Мюнхене вышла в свет его биографическая книга «Последний свидетель», охватывающая в основном период с 1940 по 1945 годы. Книга издана также в Аргентине, Болгарии, Бразилии, Испании, Польше, Турции, Японии и на Украине. В России книга издана в 2010 году.
Он, как историческое лицо, фигурирует в фильмах: «Бункер» (1981), «Бункер» (2004), «Последняя битва» (2005) (нем. Die letzte Schlacht). В своей книге «Последний свидетель» Р. Миш пишет, что его личность в фильмах частично искажена.

### Смерть
Умер 5 сентября 2013 года в Берлине от сердечного приступа в возрасте 96 лет.

## Сочинения
- Rochus Misch: Der letzte Zeuge. Ich war Hitlers Telefonist, Kurier und Leibwächter. Mit einem Vorwort von Ralph Giordano, 3. Auflage, Zürich und München 2008, ISBN 978-3-86612-194-2
- HÖRBUCH — Rochus Misch: Der letzte Zeuge. Ich war Hitlers Telefonist, Kurier und Leibwächter. Gesprochen von Frank Engelhardt, audio media verlag, München. ISBN 978-3-86804-060-9
- Rochus Misch: J'étais garde du corps d’Hitler 1940—1945 (Broché) de Rochus Misch (Auteur), Nicolas Bourcier (Préface). Cherche-Midi éditeur 2006. ISBN 2-7491-0505-6
- Рохус Миш. Я был телохранителем Гитлера 1940—1945 (Последний свидетель). Серия интервью, записанных Николой Бурсье. М., Текст, 2010. ISBN 978-5-7516-0762-3